# División de Honor femenina de balonmano 2018-19
La División de Honor femenina de balonmano 2018-19, denominada por motivos de patrocinio Liga Guerreras Iberdrola, es la 62.ª edición de la competición de liga de la máxima categoría del balonmano femenino en España.

## Historia
Esta temporada se decidió que debían descender tres equipos y subir directamente uno de la División de Honor Plata femenina de balonmano, para que la  temporada 2019-20 participasen doce equipos en vez de catorce.

## Equipos
| Equipo                           | Localidad             | Estadio                                |
| -------------------------------- | --------------------- | -------------------------------------- |
| Club Hándbol Canyamelar Valencia | Valencia              | Pabellón Municipal Cabanyal-Canyamelar |
| Elche Mustang                    | Elche                 | Pabellón Municipal Carrús              |
| BM Castellón                     | Castellón de la Plana | Pabellón Fernando Úbeda Mir            |
| Club Balonmano Morvedre          | Sagunto               | Pabellón René Marigil                  |
| Super Amara Bera Bera            | San Sebastián         | Polideportivo Municipal Bidebieta      |
| Prosetecnisa Zuazo               | Baracaldo             | Polideportivo Municipal de Lasesarre   |
| Mecalia Atl. Guardes             | La Guardia            | Pabellón Municipal de A Sangriña       |
| BM Porriño                       | Porriño               | Pabellón Municipal de Porriño          |
| Aula Valladolid                  | Valladolid            | Polideportivo Huerta del Rey           |
| Rocasa Gran Canaria ACE          | Telde                 | Pabellón Insular Antonio Moreno        |
| Helvetia BM Alcobendas           | Alcobendas            | Pabellón de los Sueños                 |
| Rincón Fertilidad Málaga         | Málaga                | Pabellón José Luis Pérez Canca         |
| KH-7 BM. Granollers              | Granollers            | Palacio de Deportes de Granollers      |
| B.M.C. Liberbank Gijón           | Gijón                 | Pabellón de Deportes La Arena          |

## Clasificación
| |                                          | Últimos | Puntos | J  | G  | E | P  | GF  | GC  | DIF  |
| --- | ---------------------------------------- | ------- | ------ | -- | -- | - | -- | --- | --- | ---- |
| 1 | Rocasa Gran Canaria                      | GGGGG   | 45     | 26 | 22 | 1 | 3  | 708 | 597 | 111  |
| 2 | Super Amara Bera Bera                    | GGGGP   | 41     | 26 | 20 | 1 | 5  | 776 | 594 | 182  |
| 3 | Mecalia Atlético Guardés                 | PGGPG   | 35     | 26 | 17 | 1 | 8  | 741 | 623 | 118  |
| 4 | KH-7 BM. Granollers                      | EEGGG   | 34     | 26 | 15 | 4 | 7  | 734 | 656 | 78   |
| 5 | BMC Liberbank Gijón                      | GGPPG   | 33     | 26 | 15 | 3 | 8  | 692 | 639 | 53   |
| 6 | Rincón Fertilidad Málaga                 | GEGGG   | 33     | 26 | 15 | 3 | 8  | 741 | 686 | 55   |
| 7 | Elche Mustang                            | PPPEP   | 31     | 26 | 14 | 3 | 9  | 670 | 644 | 26   |
| 8 | Aula Alimentos de Valladolid             | GPGPP   | 28     | 26 | 13 | 2 | 11 | 652 | 622 | 30   |
| 9 | Hotel Gran Bilbao-Prosetecnisa BM. Zuazo | GPPGP   | 23     | 26 | 11 | 1 | 14 | 668 | 665 | 3    |
| 10 | Godoy Maceira BM Porriño                 | PGPGP   | 18     | 26 | 9  | 0 | 17 | 582 | 675 | -93  |
| 11 | Helvetia BM. Alcobendas                  | EGGPG   | 17     | 26 | 6  | 5 | 15 | 590 | 675 | -85  |
| 12 | Club Balonmano Morvedre                  | PPPEG   | 12     | 26 | 5  | 2 | 19 | 591 | 691 | -100 |
| 13 | CH Canyamelar Valencia                   | PPPPP   | 9      | 26 | 4  | 1 | 21 | 559 | 754 | -195 |
| 14 | Balonmano Castellón                      | PPPPP   | 5      | 26 | 2  | 1 | 23 | 545 | 728 | -183 |
| Fuente: Federación Española de Balonmano: Clasificación de la División de Honor Femenina (Liga Guerreras Iberdrola); actualización automática |                                          |         |        |    |    |   |    |     |     |      |

## All Star
Cada año se elige a las mejores jugadoras y al mejor entrenador durante la temporada en cuestión. El acto de entrega de distinciones fue en el Teatro Coliseo de Eibar:

### 7 inicial
| 7 inicial               | Jugadora         | Equipo                               |
| ----------------------- | ---------------- | ------------------------------------ |
| Mejor extremo izquierda | Sole López       | Rincón Fertilidad Málaga             |
| Mejor lateral izquierda | Giulia Guarieiro | KH-7 Granollers                      |
| Mejor central           | Emma Boada       | Costa del Sol Málaga                 |
| Mejor pivote            | Ainhoa Hernández | Hotel Gran Bilbao Prosetécnica Zuazo |
| Mejor lateral derecha   | Seynabou Mbengue | Rocasa Gran Canaria                  |
| Mejor extremo derecho   | Paula Valdivia   | Hotel Gran Bilbao Prosetécnica Zuazo |
| Mejor portera           | Renata Lais      | BMC Liberbank Gijón                  |

### Otros Galardones
| Galardones            | Jugadora                                            | Equipo                               |
| --------------------- | --------------------------------------------------- | ------------------------------------ |
| MVP                   | Silvia Navarro                                      | Rocasa Gran Canaria                  |
| Mejor defensora       | June Loidi                                          | Hotel Gran Bilbao Prosetécnica Zuazo |
| Máxima Goleadora      | Judith Vizuete                                      | KH-7 Granollers                      |
| Mejor Joven Promesa   | María Palomo                                        | Helvetia Bm. Alcobendas              |
| Mejor entrenador      | Robert Cuesta                                       | KH-7 Granollers                      |
| Mejor pareja arbitral | Sebastián Fernández Molina y Alberto Murillo Castro |                                      |